# DR3
DR3 (DR Tre) – duński kanał telewizyjny, należący do publicznego nadawcy DR. Został uruchomiony 28 stycznia 2013, zastępując zlikwidowany kanał DR HD. Jest adresowany do młodzieży powyżej 12. roku życia, a także tzw. młodych dorosłych. Emituje głównie programy z różnych gatunków rozrywkowych oraz seriale. 
Kanał dostępny jest w Danii w cyfrowym przekazie naziemnym, w sieciach kablowych oraz w internecie. Prowadzona jest również transmisja satelitarna na potrzeby platform cyfrowych, jednak jest ona kodowana.